# Can Masó (Sant Joan de Mollet)
Can Masó és una obra de Sant Joan de Mollet (Gironès) inclosa a l'Inventari del Patrimoni Arquitectònic de Catalunya.

## Descripció
És una masia de planta rectangular, estructurada en tres crugies perpendiculars a façana i accés central. Parets de pedra morterada i façanes arrebossades. Els sostres de la planta baixa i el primer pis són amb volta enguixada, mentre que a la segona planta hi ha cairats. La coberta és feta de teula a dues vessants, amb ràfec de filera doble format per rajols plans i teula girada. La porta principal és emmarcada per carreus de pedra amb un arc rebaixat. A les obertures del primer pis hi ha balcons amb barana de ferro forjat i llosanes de pedra motllurada. Les finestres del segon pis tenen l'ampit amb trencaaigües motllurat.
Destaca el paller, un edifici de planta rectangular amb parets de pedra morterada i carreus ben tallats a les cantonades. Coberta amb cairats, llates i teules a dues vessants. Són de destacar les dues columnes formades per peces de pedra cilíndriques ben tallades i capitells de planta quadrada que suporten una gran biga de fusta a sota el carener.

## Història
A l'arc rebaixat del portal d'entrada al pati hi ha la inscripció "Bernat Masó 1641 reat per Joan Masó 1871". La família dels Masó sempre ha estat una de les més importants de la població. A l'interior de l'església es conserva la seva antiga tomba, amb la inscripció "sepultura de Antich Masó de Mollet i dels seus. Any 1584". També van contribuir a la construcció del nou temple. Les obres es van fer essent obrer major Joan Masó i com a encarregat dels treballs, el seu germà Miquel Masó.